# The Jackpots
The Jackpots var ett svenskt pop- och dansband som bildades i Biskopsgården, Göteborg, 1964.

## Om bandet
The Jackpots spelade som förband åt det brittiska rockbandet The Searchers under deras Sverigeturné 1967. De var ett av de största svenska banden under 60-talet. The Jackpots producent var under de första åren Claes af Geijerstam. Bandet hade förutom i Sverige även stora framgångar i bland annat Danmark och Norge under 1960-talet.
När den svenska popmusikvågen så småning dog ut i slutet av 1960-talet fortsatte The Jackpots sin verksamhet som dansband.

### Medlemmar (i urval)[1]
- Lars-Erik Göransson, gitarr
- Conny Hagberg, slagverk.
- Lars Berndtsson, sång,
- Bo Linell, bas,
- Lasse Larsson, piano och orgel.

## Diskografi[3]

### Album
| Tic Tac Toe                  | Sonet   | 1967 |
| Jack In The Box (LP, Album)  | Sonet   | 1968 |
| Dans,Dans,Dans (LP, Album)   | Gazell  | 1973 |
| Våra Bästa Låtar (LP, Album) | Philips | 1976 |

### Singlar
| Zip-A-De-Do-Dah / Kisses Sweater than Wine (7", Single)             | Manu               | 1964 |
| Dancing In The Streets / Younger Girl (7")                          | Sonet              | 1966 |
| Tossing And Turning / Wherever You Are                              | Sonet              | 1967 |
| Tiny Goddess / When I Whisper Your Name                             | Sonet              | 1967 |
| Walk Like A Man / Funny How Love Can Be                             | Sonet              | 1967 |
| See You In September / Power Of Love (7", Single, Promo)            | Sonet              | 1967 |
| Walk Like A Man / I Hear Trumpets Blow (7", Single)                 | Sonet              | 1967 |
| Miss Judith Lee / Will You Love Me Tomorrow (7", Single)            | Sonet              | 1967 |
| Jack In The Box c/w Henbanes Sacrifice                              | Green Light (2)    | 1968 |
| Ola & Janglers*, The Jackpots - Let's Dance / Back To The City (7") | Phono Vox Records  | 1968 |
| Back To The City / Lincoln City (7", Single)                        | Sonet              | 1968 |
| Dance, Dance, Dance / I Like Your Music (7", Single)                | Gazell             | 1974 |
| I've Got You Under My Skin                                          | Sonet              | 1975 |
| Tiny Goddess (7", Single)                                           | Garageland Records | 1987 |